# Pablo Mariaselvam
Pablo Mariaselvam SDB (* 4. März 1897 in Trichinopoly, Tamil Nadu, Britisch-Indien; † 25. Juni 1954) war Bischof von Vellore.

## Leben
Pablo Mariaselvam trat der Ordensgemeinschaft der Salesianer Don Boscos bei und empfing 1922 das Sakrament der Priesterweihe.
Am 4. Februar 1953 ernannte ihn Papst Pius XII. zum Bischof von Vellore. Der Erzbischof von Madras-Mylapore, Louis Mathias SDB, spendete ihm am 19. März desselben Jahres die Bischofsweihe; Mitkonsekratoren waren der Erzbischof von Bangalore, Thomas Pothacamury, und der Bischof von Tiruchirappalli, James Mendonça.